# Flp/FRT-System
Das Flp/FRT-System ist eine Methode der Genetik zur Entfernung oder Einfügung von DNA-Sequenzen. Das Flp/FRT-System wird unter anderem in der reversen Genetik und im Kassettenaustauschverfahren zur Erzeugung transgener Organismen verwendet.

## Eigenschaften
Das Flp/FRT-System verwendet die Rekombinase Flippase (Flp), um DNA-Sequenzen ortsspezifisch auszutauschen. Die Rekombinase Flp bindet an FRT-Sequenzen und rekombiniert sie, z. B. in einem Chromosom oder einem Plasmid.
Die minimale FRT-Sequenz lautet (34 Basenpaare):
5'GAAGTTCCTATTCtctagaaaGtATAGGAACTTC3'
Die Flippase bindet an beide Enden der FRT-Sequenz, die auf beiden DNA-Strängen zueinander palindromisch sind. In der Mitte der FRT-Sequenz liegt ein minimaler Abstandshalter von acht Basenpaaren (tctagaaa). Auf dem Plusstrang erfolgt durch die Flippase eine Hydrolyse der DNA vor dem Abstandshalter, auf dem Minusstrang nach dem Abstandshalter.
Obwohl verschiedene FRT-Sequenzen bekannt sind, funktioniert eine Rekombination nur zwischen zwei gleichen Sequenzen. Manche FRT-Sequenzen besitzen in 5'-Richtung eine zusätzliche DNA-Sequenz (5'-GAAGTTCCTATTCC-3') eine Base vor der FRT-Sequenz:
5'GAAGTTCCTATTCcGAAGTTCCTATTCtctagaaaGtATAGGAACTTC3'
Dieses Segment ist nicht notwendig bei der Entfernung einer DNA-Sequenz (bei einer Deletion), jedoch notwendig für eine Insertion, z. B. beim RMCE-Kassettenaustauschverfahren. Die Insertion erfolgt unter Inversion der DNA-Sequenzen. Nach der Rekombination verbleiben Teile der FRT-Sequenzen (englisch FRT-Twins). Die Rekombination kann durch gewebsspezifische Promotoren auf einzelne Organe beschränkt werden. Durch induzierbare Promotoren (z. B. durch Tamoxifen oder Mifepriston) kann der Rekombinationszeitpunkt gesteuert werden, z. B. bei der Expression toxischer Proteine oder bei Letalfaktoren.

## Anwendungen
Das Flp/FRT-System wird zur Erzeugung von Mutanten mit Deletionen oder Insertionen verwendet, z. B. beim Gen-Knockout, bei der Mosaikenerzeugung oder bei der Erzeugung transgener embryonaler Stammzellen. Es wurde unter anderem in Mäusen, Drosophila spp., der Bäckerhefe und Pflanzen verwendet.
Eine Alternative zum Flp/FRT-System ist das Cre/loxP-System.